# فیرویو هایتس (ایلینوی)
فیرویو هایتس، ایلینوی (به انگلیسی: Fairview Heights, Illinois) یک شهر در ایالات متحده آمریکا با جمعیت ۱۷٬۰۷۸ نفر است که در ایلی‌نوی واقع شده‌است.

## موقعیت جغرافیایی
موقعیت جغرافیایی شهرها و مناطق اطراف به شرح زیر است: